# انتونیو فرناندو
انتونیو فرناندو (انگلیسی: Antonio Fernando؛ زادهٔ ۳ اوت ۱۹۷۰) بازیکن فوتبال اهل اسپانیا است.
از باشگاه‌هایی که در آن بازی کرده‌است می‌توان به باشگاه فوتبال رکریتیوو اوئلوا، باشگاه فوتبال رئال بتیس، و باشگاه فوتبال آلمریا اشاره کرد.
وی همچنین در تیم‌های ملی فوتبال زیر ۱۶ سال اسپانیا، زیر ۱۸ سال اسپانیا، و زیر ۲۳ سال اسپانیا بازی کرده‌است.